# Zuriáin
Zuriáin (Zuriain en euskera) es una localidad española del municipio de Esteríbar, perteneciente a la Comunidad Foral de Navarra. Está situada en la merindad de Sangüesa, en la comarca de Auñamendi.

## Historia
Hacia mediados del siglo XIX, el lugar, ya por entonces perteneciente a Esteríbar, tenía contabilizada una población de 79 habitantes. Aparece descrito en el decimosexto y último volumen del Diccionario geográfico-estadístico-histórico de España y sus posesiones de Ultramar de Pascual Madoz con las siguientes palabras:

ZURIAIN: l. del ayunt. y valle de Esteribar, en la prov. y c. g. de Navarra, part. jud. de Aoiz (4 1/2 leg.), aud. terr. y dióc. de Pamplona (2). sit. en llano á la der. del r. Arga: clima saludable, y reina el viento N. Tiene 15 casas; igl. parr. (San Millan) servida por un abad de provision de los vec., y una fuente dentro del pueblo y otra en las inmediaciones. El térm. confina N. Idoy; E. Ilurdoz; S. Anchoriz, y O. Olabe. El terreno es de buena calidad; le atraviesa el r. de que se ha hecho mérito, con un puente en el camino de Ilurdoz. caminos: el espresado y uno de herradura, que desde la cap. de prov. conduce á Francia, en buen estado. prod.: trigo, habas, garbanzos, avena, vino y maiz; cria de ganado lanar; caza de perdices; pesca de truchas y barbos. ind.: ademas de la agricultura y ganaderia hay un molino harinero. pobl.: 12 vec., 79 alm. riqueza: con el valle (V.).
(Madoz, 1850, p. 680)

En 2023, la entidad singular de población tenía empadronados 74 habitantes y el núcleo de población, los mismos.

## Patrimonio

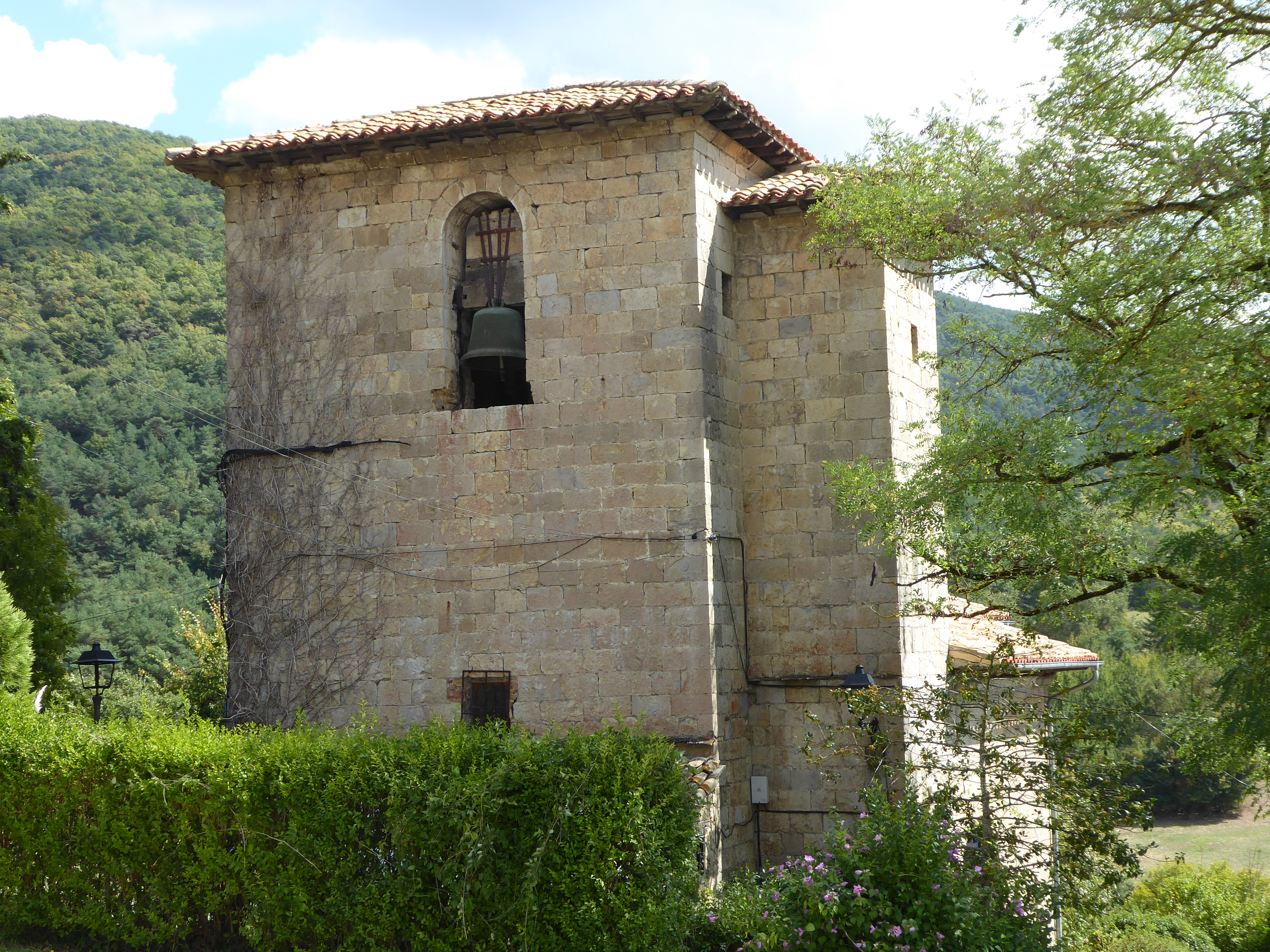
La iglesia de San Millán

Hay en la localidad una iglesia de San Millán.